# Hörseltalbahn
Die Hörseltalbahn GmbH war ein 1992 gegründetes nichtbundeseigenes Eisenbahninfrastruktur- und -verkehrsunternehmen mit Sitz in Eisenach. Sie gehörte zu 100 Prozent der Captrain Deutschland GmbH und wurde 2024 auf die Regiobahn Bitterfeld Berlin GmbH, ebenfalls ein Tochterunternehmen von Captrain Deutschland, verschmolzen. Die Marke Hörseltalbahn (HTB) bleibt jedoch erhalten.

## Geschichte und Unternehmensstruktur
Das Unternehmen wurde im Zuge der Anlage des Opelwerkes Eisenach am 19. März 1992 gegründet. Im Dezember 1992 wurde es als öffentliches Eisenbahninfrastrukturunternehmen im Sinne des § 6 AEG konzessioniert. Die Bahngesellschaft war die erste nichtbundeseigene Eisenbahn in den neuen Bundesländern.
Die Hörseltalbahn wickelt im Eisenacher Opelwerk die Schienenlogistik ab. Das Unternehmen betreibt öffentliche Eisenbahninfrastruktur mit einer Streckenlänge von 9,3 km. Hinzu kommen die Anschlussgleise der Opel Eisenach GmbH mit 1,5 km und der Anschluss Benteler mit 0,8 km Länge. Die Bahn beförderte nach Stand Sommer 2007 aufs Jahr gesehen rund 40.000 Eisenbahnwagen und 420.000 Tonnen Fracht. In einer unternehmenseigenen Umschlaganlage können täglich bis zu 120 Container mit einem Gewicht von bis zu 45 Tonnen auf Lkw und umgekehrt verladen.
Mitte Juli 2024 gab die Muttergesellschaft Captrain Deutschland GmbH bekannt, dass die Hörseltalbahn GmbH mit der Regiobahn Bitterfeld Berlin GmbH (RBB) verschmolzen wird, um den betrieblichen Aufwand zu reduzieren. Die Geschäftsführung wird von der in Bitterfeld ansässigen RBB wahrgenommen, mit der bisher auch schon eine Zusammenarbeit bestand.

## Weblinks

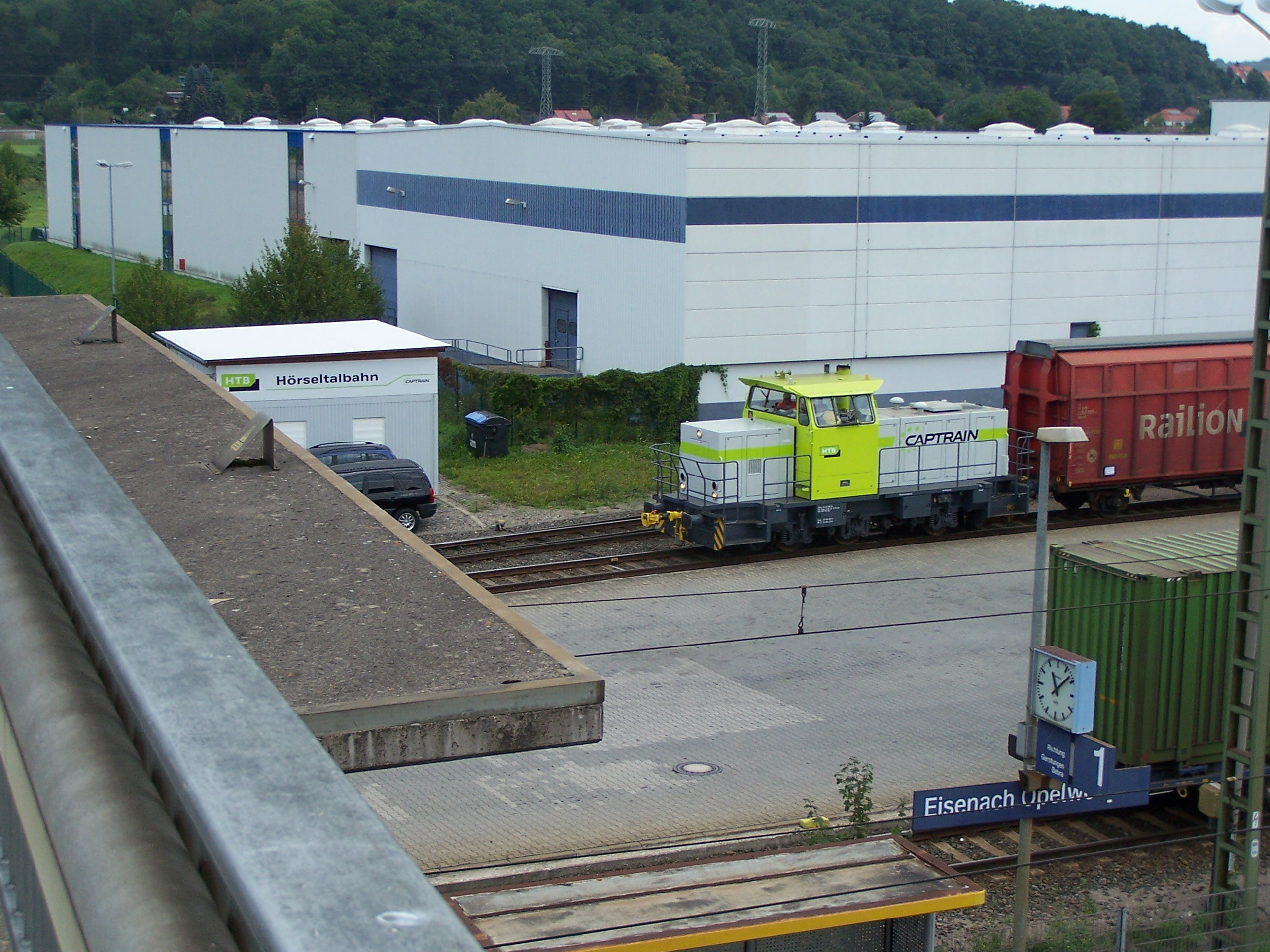
Rangierlok der Hörseltalbahn